# 三浦藤作
三浦 藤作（みうら とうさく、1887年(明治20年) - 1960年(昭和35年)7月6日）は、日本の倫理学者、児童文学作家。

## 略歴
愛知県出身。小学校卒業後、准教員として10年近く県内の小学校で教えたのち上京、雑誌編集に携わる。のち倫理学・哲学書、受験参考書、児童読物、児童劇などを多数執筆。『田舎教師の手記』などに自伝が記されている。

## 編著書
- 『国民道徳大集成』（編、中興館書店） 1919
- 『輓近心理学大集成』（編、中興館書店） 1919
- 『西洋倫理学史』（中興館書店） 1921
- 『帝国憲法集纂』（巌松堂書店） 1921
- 『日本倫理学史』（中興館書店） 1922
- 『学制五十年史』（帝国教育会） 1922
- 『輓近倫理学説研究』（文化書房） 1923
- 『いばらの冠 或る青年教師の手記』（文化書房） 1924
- 『近世日本の文化と教育』（文化書房） 1924
- 『幻滅と思慕の生活』（中興館） 1924
- 『倫理学史 約説西洋東洋日本』（編著、中興館） 1924
- 『教育大意講義 附・教育史大意』（大同館書店） 1925
- 『国民道徳要領講義』（大同館書店） 1925
- 『精神科学派の哲学及び教育学説』（帝国教育会出版部） 1925
- 『哲学概論大集成』（中興館、近代哲学研究叢書） 1925
- 『倫理学説精義』（太陽堂） 1925
- 『田舎教師の手記』（星文社書店） 1926
- 『解明哲学概論』（帝国教育会出版部、教育講座） 1926
- 『教育新学説の基礎たる現代哲学大綱』（啓文社書店） 1926
- 『西洋哲学小史』（帝国教育会出版部、教育講座） 1926
- 『随筆人間世間』（太原社） 1926
- 『民衆芸術夜話』（秀山堂文庫、趣味叢書） 1926
- 『明治教育史料雑考』（編、柏葉社） 1926
- 『倫理学研究者のために』（帝国教育会出版部、教育講座） 1926
- 『倫理学要義 修身科解明』（帝国教育会） 1927
- 『修養百話趣味読本』（帝国教育会出版部） 1927
- 『随筆四方山の話』（帝国教育会出版部） 1927
- 『大正年間日本教育史』（秀山堂文庫） 1928
- 『石川栄八君 至誠純情の小学教師』（秀山堂文庫パンフレツト） 1929
- 『参考西洋教育史』（太陽堂書店） 1929
- 『参考西洋倫理学説表解』（太陽堂書店） 1929
- 『参考東洋教育史』（太陽堂） 1929
- 『參考倫理學説大系』（太陽堂書店） 1929
- 『新訳古事記読本』（文教書院） 1929
- 『大正年間日本教育史』（秀山堂文庫） 1929
- 『我が教政論』（秀山堂文庫パンフレツト） 1929
- 『青葉の少女は唄ふ 児童劇集』（文化書房） 1931
- 『霞の松原 児童劇集』（丹宗律光絵、文化書房） 1931
- 『冷たい微笑 教員生活物語集』（文化書房） 1931
- 『吹雪の夜 児童劇集』（丹宗律光絵、文化書房） 1931
- 『落葉ぱらぱら 児童劇集』（文化書房） 1932
- 『源平盛衰史 少年大日本国史』（丹宗律光絵、文化書房） 1932
- 『さらさら小波 児童劇集(低学年用学校劇集)』（丹宗律光絵、文化書房） 1932
- 『修身科講座』（文化書房） 1932
- 『少年西郷隆盛伝』（文化書房） 1932
- 『少年ワシントン伝』（文化書房） 1932
- 『八犬伝物語』（文化書房、世界名作読本） 1932
- 『死海に踊る人魚 ストーリー集』（秀山堂文庫） 1933
- 『少年中江藤樹伝』（大同館書店） 1933
- 『修身例話新選 國定準據・尋常小學 尋1學年用』（大同館書店） 1934
- 『少年日本お伽噺読本』（大同館書店） 1934
- 『少年日本昔噺読本』（大同館書店） 1934
- 『少年日本笑話全集』（厚生閣） 1935
- 『実演学校劇』（東洋図書） 1935
- 『国体の本義精解』（編、東洋図書） 1937
- 『国民精神総動員原義』（編、東洋図書） 1937
- 『学校学級模範掲示資料集成』（編、啓文社） 1939
- 『青少年学徒ニ賜ハリタル勅語謹解』（東洋図書） 1939
- 『八紘一宇ノ大詔紀元二千六百年紀元節ノ詔書謹解』（東洋図書） 1940
- 『戦陣訓精解』（東洋図書） 1941
- 『大伴部博麻』（童話春秋社） 1942
- 『臣民の道 精解』（東洋図書） 1942
- 『軍人勅諭謹解』（鶴書房） 1943
- 『勅撰六国史大観』（編 中興館） 1944
- 『子供のための公民の話』（青葉書房） 1947
- 『日本古代史観』（日本経国社） 1947
- 『少年天文学 中学生全集 科学物語』（自由書院） 1948
- 『中等國語自習書 中学1 - 2年中期用(2)』（昌平社、中学自習文庫） 1948
- 『天から落ちた男』(聊斎志異) （昌平社、少年名著文庫） 1948
- 『天体の神秘』（昌平社、少年名著文庫） 1948
- 『人魚の笛』（昌平社、少年名著文庫） 1948
- 『新修漢和辞典』（編、文化生活社） 1949
- 『新修国語辞典』（編、青葉書店） 1950

### 共編著
- 『近代倫理学大集成』（藤原喜代蔵共編、中興館書店） 1918
- 『掲示教材新選 模範文一千題』（長岡輝男共編著、新知社） 1936
- 『小学校青年学校日々の掲示教育』（長岡輝男共編著、啓文社） 1938
- 『農は国の本なり』（林恵海, 野村重臣共著、満洲移住協会、満洲開拓叢書） 1943
- 「歴代詔勅全集」全8巻（謹解、武田祐吉監修、河出書房） 1940 - 1943
  1. 『天照大神 - 元正天皇』
  2. 『聖武天皇 - 平城天皇』
  3. 『嵯峨天皇 - 花山天皇』
  4. 『一条天皇 - 孝明天皇』
  5. 『明治天皇・明治以前 - 明治12年』
  6. 『明治天皇・明治13 - 35年』
  7. 『明治天皇・明治36 - 今上天皇・昭和16年』
  8. 『1 - 7巻掲載にもれたもの』